# Iglesia de Santiago (Sama)
La iglesia de Santiago Apóstol es una iglesia neogótica, templo parroquial de Sama, concejo asturiano de Langreo (España).

## Historia
Con motivo del crecimiento demográfico protagonizado en Sama por la minería del carbón y la actividad industrial en el concejo de Langreo, en torno a 1880 se decide levantar un templo acorde al progreso económico y demográfico. Además, en 1887 se reforman las divisiones parroquiales de Langreo, creándose la parroquia de Sama desgajada de la de Ciaño. El templo fue levantado por iniciativa de Antonio María Dorado, cacique local que además fue alcalde de Langreo durante varios años, influyendo notablemente en el desarrollo urbano de Sama. 
Antes de ser inaugurado, el templo ya terminado sirvió de hospital durante la epidemia de cólera de 1885-1886. Finalmente se abre a los fieles bajo la advocación de San Eulogio. 
Se consideró que el nuevo templo, diseñado por el Sr. Aguirre, era demasiado pequeño, por lo que en 1893 comenzaron las obras para ensanchar el edificio, por lo que la nueva iglesia neogótica rompió con el templo que se había levantado sólo unos años antes. Estas obras fueron realizadas por el arquitecto diocesano Nicolás García Rivero. El templo, al que se accedía mediante una escalinata, como el actual, constaba de unas dimensiones modestas pero gran esbeltez, con un pórtico de cinco vanos y dos torres flanqueando la fachada principal. Se inspiraba en la Basílica de Covadonga.
Sin embargo el templo del siglo XIX fue dañado durante la Revolución de octubre de 1934 y destruido en la contienda civil en 1937. 
Tras el fin de la guerra se reconstruyó con la intervención del entonces arquitecto municipal, el prestigioso Francisco Somolinos utilizando los cimientos de la anterior. Tras la reconstrucción se consagró a Santiago, apóstol en nombre del cual se celebran las fiestas patronales, teniendo lugar la procesión cada 25 de julio. En el año 2010, y ante el deterioro del edificio, se realizó una rehabilitación gracias a la colaboración ciudadana, limpiando las fachadas y reponiendo los elementos más dañados (agujas, arbotantes, tejado...) finalizando la intervención en 2012.

## Descripción
Tras la reconstrucción del templo, el resultado fue el de una iglesia de mayores dimensiones que la anterior y más esbelta, reconstruida en un estilo claramente neogoticista. El edificio se alza sobre un pódium al comienzo de la calle Dorado. Su fachada consta de una arcada formada por tres vanos apuntados. Desde el central se divisa la puerta de entrada con un tímpano y la Virgen de Covadonga. A cada lado de la fachada se alzan dos torres de aguja inspiradas en la Catedral de Oviedo. Entre ellas se dispone una balaustrada, un rosetón y la figura de Santiago para rematar la estructura con una cruz latina. Tanto las torres como los laterales se decoran con arcos apuntados, arbotantes y pináculos. En el campanario de la torre derecha existen unos grabados traídos del Santuario del Carbayu que datan de 1630. En el interior se distinguen tres naves, finalizando la central en el altar mayor, donde se encuentra un elaborado retablo neobarroco de 1953. 
En la entrada existía una inscripción en el que se leía Caídos por Dios y por España, la cual fue desfigurada en 2002 por un grupo de personas. Tras la reparación de la iglesia en 2010 esta inscripción fue eliminada.

## Imágenes

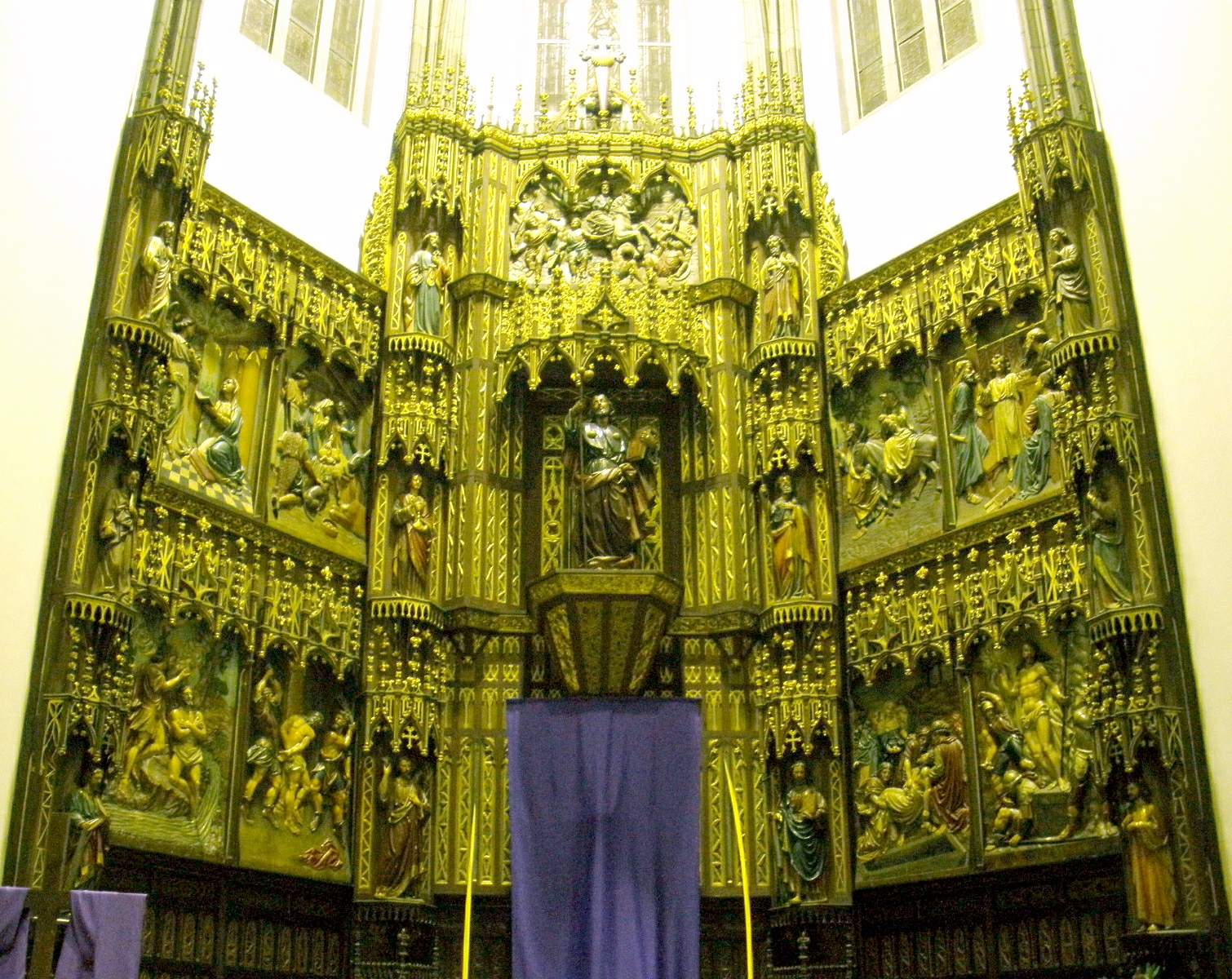
Retablo
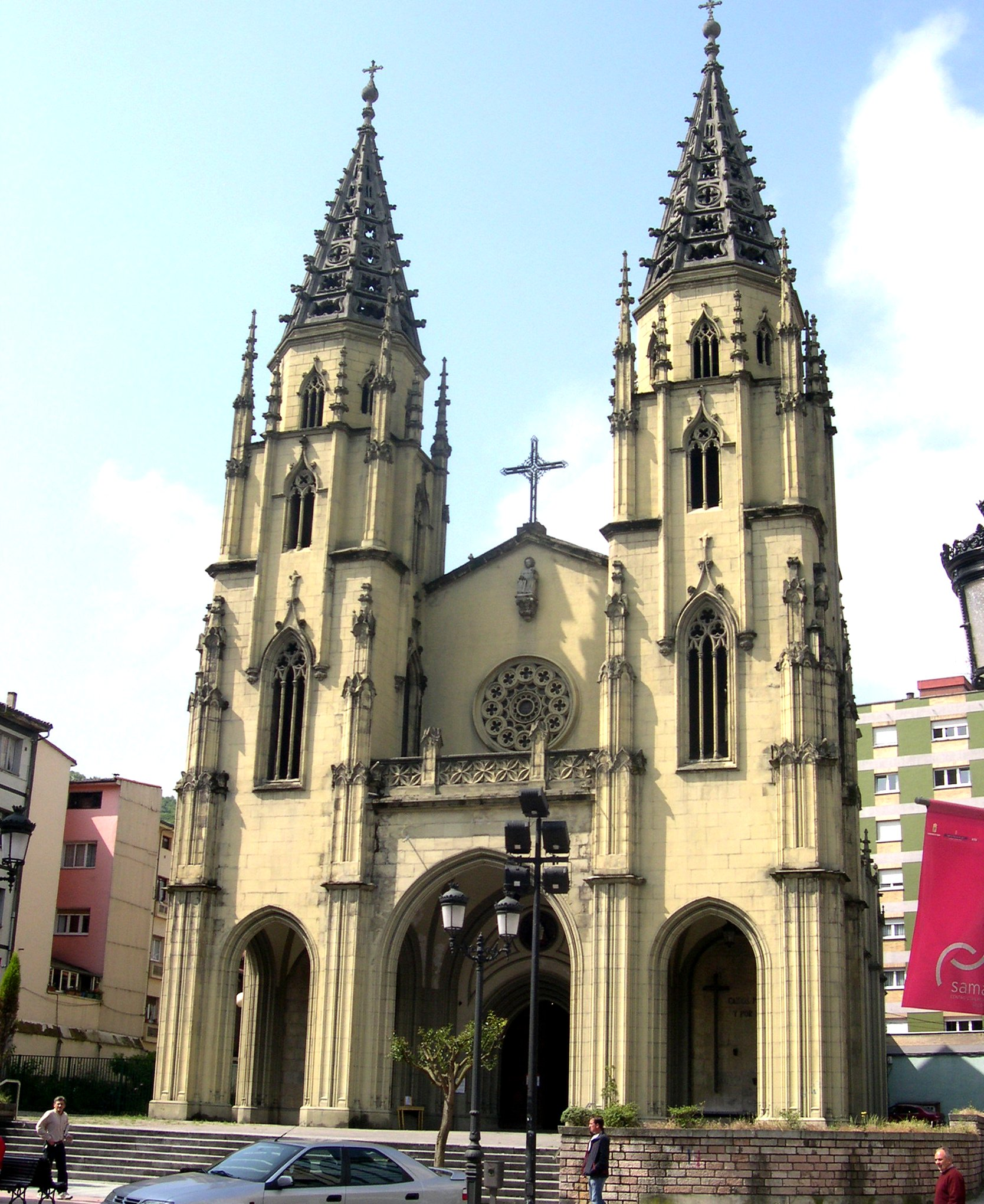
La iglesia antes de su rehabilitación
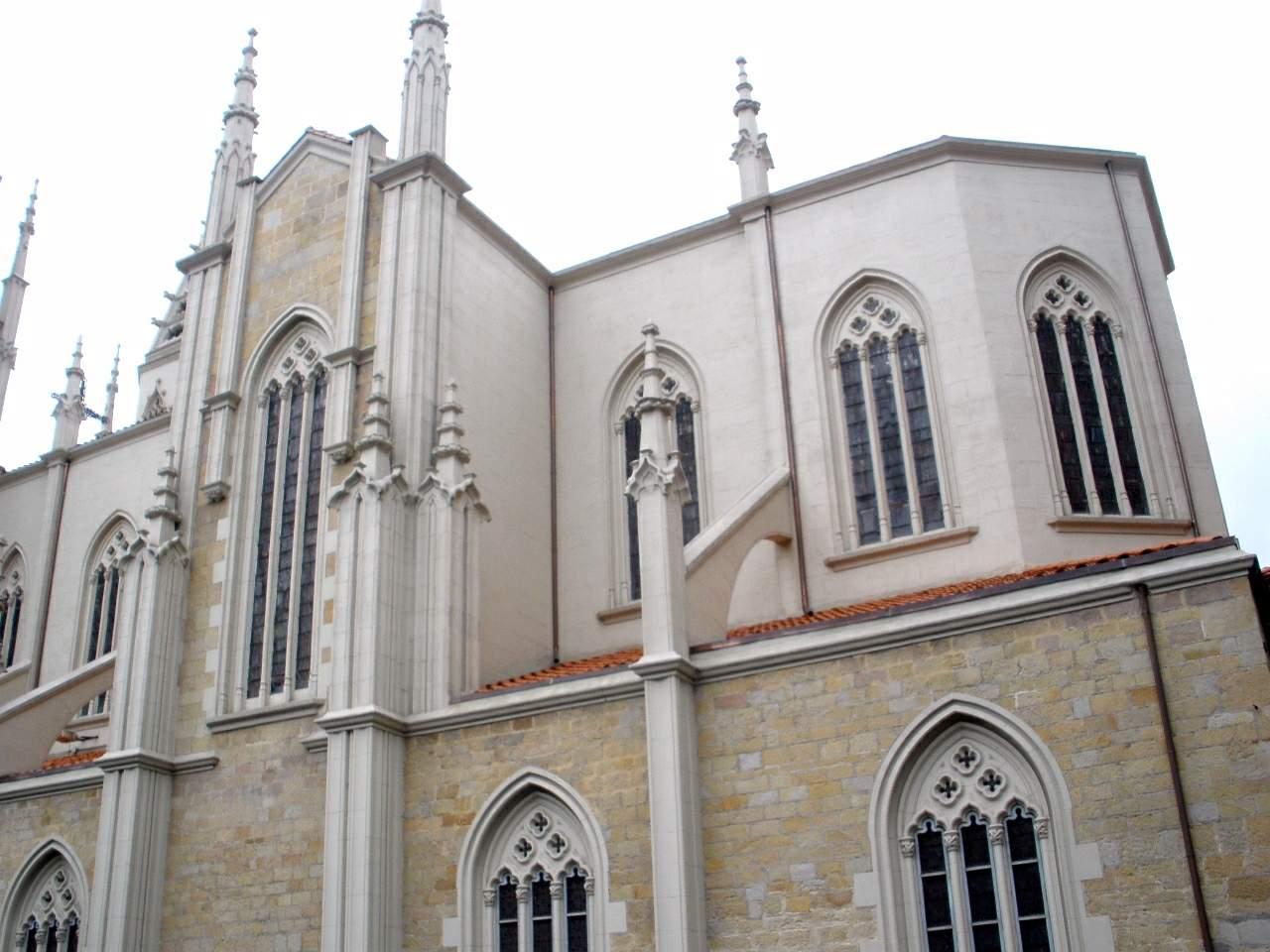
Detalles laterales